# UNIVAC I

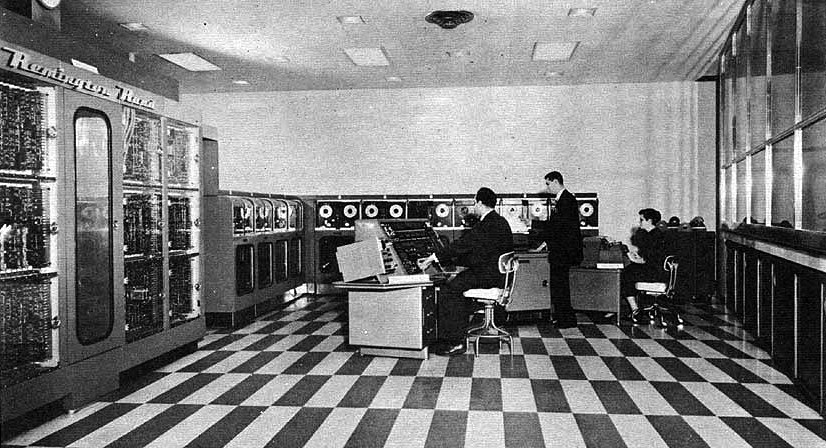
UNIVAC I ve Franklinově životní pojišťovně

UNIVAC I (UNIVersal Automatic Computer I) byl první komerční, sériově vyráběný počítač vyrobený v USA. Na návrhu UNIVACu I pracovali hlavně J. Presper Eckert a John Mauchly, vynálezci ENIACu. Jejich společnost (Eckert-Mauchly Computer Corporation) zahájila projekční práce, ale tento projekt byl dokončen až poté, co se spojili se společností Remington Rand. V době vzniku UNIVACu I byl tento stroj znám pouze jako UNIVAC. Označení UNIVAC I se dočkal až v době vzniku jeho verze UNIVAC II.
První UNIVAC byl doručen do Úřadu pro sčítání lidu ve Spojených státech dne 31. března 1951 a spuštěn byl 14. června téhož roku. Pátý stroj (původně postavený pro americký Úřad pro atomovou energii) použila CBS pro předpověď výsledků prezidentských voleb v roce 1952. Se vzorkem o velikosti jen 1 % obyvatelstva s právem volit správně předpověděla, že Eisenhower by mohl vyhrát. 

## Historie

### Postavení na trhu
UNIVAC I byl zpočátku navržen pro obchod a administrativní použití (např. pro rychlý výpočet velkého množství relativně jednoduchých aritmetických počtů a operací s daty jako protiklad k počítání s komplexními čísly, se kterými pracují vědecké počítače) na rozdíl od jiných počítačů, které byly obvykle určeny pro složité vědecké nebo armádní výpočty. UNIVAC byl protikladem k počítačům pracujícím s děrnými štítky (vyráběných hlavně IBM). UNIVAC původně neměl žádné vybavení ať už pro čtení a nebo pro zápis na děrné štítky, což z počátku vadilo při prodeji, protože některé společnosti měly velké množství dat na děrných štítcích. Proto bylo k UNIVACu přidáno zařízení, které umělo s děrnými štítky pracovat. Prvním bylo zařízení pro převod dat z děrných štítků na magnetickou pásku (UNIVAC Card to Tape converter) a druhým zařízením byl stroj, který naopak data z magnetické pásky převáděl na děrný štítek (UNIVAC Tape to Card converter).

### Instalace

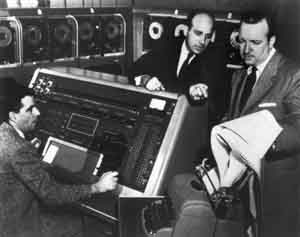
Zaměstnanci firmy Remington Rand: Harold E. Sweeney (nalevo) a J. Presper Eckert (uprostřed) pracující s UNIVACem na americkém Úřadu pro sčítaní lidu, napravo je reportér CBS Walter Cronkite

První počítače byly vyrobeny pro vládní instituce, např. pro Úřad pro sčítání lidu nebo Letectvo Spojených států. Kontrakty byly podepsány také společnostmi ACNielsen a pojišťovnou Prudential. Následný prodej společnosti Eckert-Mauchly firmě Remington Rand byl způsoben překročením rozpočtu u projektu UNIVAC I. Společnost Remington Rand přesvědčila vedení společností ACNielsen a Prudential aby zrušily kontrakty na dodání počítače.
První prodej Úřadu pro sčítání lidu byl provázen slavnostním obřadem konaným 31. března 1951 v továrně Eckert–Mauchly sídlícího v Ridge Avenue 3747, stát Filadelfie. Počítač byl ve skutečnosti předán až následujícího prosince, protože bylo potřebné celý stroj otestovat. Společnost ho potřebovala pro prezentace (jako prvního modelu) a obávala se též potíží při demontáži, transportu a opětovném sestavení citlivého stroje. Takže první předaný funkční počítač byl ve skutečnosti druhý počítač dodaný do Pentagonu v červnu roku 1952.
Instalace UNIVACu v letech 1951–1954:
| Datum | Zákazník                                        | Komentáře                                                |
| ----- | ----------------------------------------------- | -------------------------------------------------------- |
| 1951  | Úřad pro sčítání lidu                           | Suitland, Maryland, dodáno až roku 1952                  |
| 1952  | Letectvo Spojených států                        | Pentagon, Arlington, Virginie                            |
| 1952  | Vojenská kartografie Spojených států            | Washington, D.C.                                         |
| 1953  | Univerzita New York (Úřad pro atomovou energii) | New York, stát New York                                  |
| 1953  | Úřad pro atomovou energii                       | Livermore, Kalifornie                                    |
| 1953  | Námořnictvo Spojených států                     | David Taylor Model Basin, Bethesda, Maryland             |
| 1954  | Remington Rand                                  | New York, stát New York                                  |
| 1954  | General Electric                                | Louisville, Kentucky, první prodej do soukromého sektoru |
| 1954  | Metropolitan Life                               | New York, New York                                       |
| 1954  | Letectvo Spojených států                        | Letecká základna Wright-Patterson, Dayton, Ohio          |
| 1954  | Společnost U.S. Steel                           | Pittsburgh, Pensylvánie                                  |
| 1954  | Du Pont                                         | Wilmington, Delaware                                     |
| 1954  | Společnost U.S. Steel                           | Gary, Indiana                                            |
| 1954  | Franklinova životní pojišťovna                  | Springfield, Illinois                                    |
| 1954  | Společnost Westinghouse                         | Pittsburgh, Pensylvánie                                  |
| 1954  | Pacifická vzájemná životní pojišťovna           | Los Angeles, Kalifornie                                  |
| 1954  | Společnost Sylvania Electric                    | New York, stát New York                                  |
| 1954  | Společnost Consolidated Edison                  | New York, stát New York                                  |

Původní cena UNIVACu I byla 159 000 USD, avšak cena postupem času rostla, až se vyšplhala na rozmezí mezi 1 250 000 USD až 1 500 000 USD. Celkem bylo vyrobeno a dodáno 46 strojů.
Většina univerzit si nemohla UNIVAC I dovolit pro jeho vysokou cenu. Na rozdíl od velkých společností, jako je např. IBM, nebyli výrobci UNIVACu dostatečně silní na to, aby si mohli dovolit darovat větší množství UNIVACů univerzitám. UNIVAC I dostaly zdarma univerzity Harvard (1956), Pensylvánská univerzita (1957), Univerzita Case Western Reserve Cleveland, Ohio (1957). UNIVAC I na Univerzitě Case Western Reserve byl v provozu ještě roku 1965, pak byl nahrazen novějším UNIVACem 1107.
Několik UNIVACů I zůstalo v provozu i dlouho poté, co je bylo možné nahradit novější technologií. Úřad pro sčítání lidí používal dva UNIVACy až do roku 1963. Jeden pracoval dvanáct a druhý devět let. Společnost Sperry Rand používala dva tyto systémy v New Yorku až do roku 1968. Pojišťovací společnost v Tennessee používala UNIVAC I až do roku 1970, celkem přes třináct let služby.

## Technický popis

### Hlavní rysy
UNIVAC I používal 5200 elektronek, vážil 13 tun a měl spotřebu 125 kW. Mohl vykonat asi 1905 operací za sekundu, při frekvenci 2,25 MHz. Samotná hlavní jednotka (např. procesor a paměťová jednotka) měla rozměry 4,3 m×2,4 m×2,6 m (délka×šířka×výška). Celý UNIVAC I zabral více než 35,5 m2.

### Detaily operační paměti
Operační paměť se skládala z 1000 slov, každé o 12 znacích. Pro reprezentování čísel byl použit dekadický zápis a znaménko pro zobrazení záporných čísel. 1000 slov v paměti, se skládalo ze 100 kanálů po deseti slovech, tato slova se "ukládala" do paměti se zpožďovací linkou na bázi rtuti. Kapacita vstupu/výstupu byla 60 slov jak pro vstup tak pro výstup. Tato vyrovnávací paměť se skládala z 12 kanálů po deseti slovech pracující také na bázi paměti se zpožďovací linkou. Bylo zde i 6 kanálů po deseti slovech, které byly záměrně ponechány jako nevyužité. Upravený obvod se 7 dalšími kanály kontroloval teplotu v sedmi nádržích se rtutí a jeden další kanál s 10 slovy byl určen pro registr „Y“. Celkem 126 kanálů bylo obsaženo v 7 nádobách se rtutí, které byly namontovány na zadní straně sekcí MT, MV, MX, NT, NV, NX, a GV. Každá nádoba se rtutí byla rozdělena do 18 kanálů.
Každá zpožďovací linka na bázi rtuti s kanálem o deseti slovech ze skládala ze tří sekcí:
1. kanál ve rtuťovém sloupci vysílal a přijímal pomocí piezoelektrických krystalů upevněných na opačných koncích rtuťového sloupce
2. střední hodnota nosné frekvence spojená s přijímajícím krystalem obsahuje zesilovače, detektor a kompenzace zpoždění, které byly připevněny k plášti nádoby se rtutí
3. zařízení v těle válce obsahovalo katodový sledovač, tvarovač impulzů, časovací jednotku, dále modulátor, který řídil přenášecí krystal a vstup, nulování a brány přepínající mezi jednotlivými bloky paměti připevněné v sekcích přiléhajících k nádobám se rtutí

### Instrukce a data
Strojové instrukce se skládaly z šesti alfanumerických znaků po dvou instrukcích na slovo. Sčítání proběhlo za 525 ms a násobení za 2150 ms. Existovala také nestandardní úprava zvaná "Overdrive", která v některých případech umožňovala tři čtyřznakové instrukce na jedno slovo.
Čísla byla vnitřně uložena v kódování BCD excess-3 ("XS3") se 6 bity na číslo s použitím stejné hodnoty jako alfanumerická znaková sada (plus jeden paritní bit na číslo pro kontrolu chyb), což umožňovalo pracovat s 11 znakovými čísly včetně znaménka. S výjimkou jedné nebo dvou strojových instrukcí byl UNIVAC I zamýšlen jako stroj pracující v dekadickém základu (nikoliv binárním) a binární reprezentace znaků byla irelevantní. Jestliže byl během aritmetické operace nalezen nečíselný znak, prošel beze změny na výstup.

### Vstup/výstup
Kromě konzole operátora bylo možné k počítači UNIVAC I připojit pouze 10 magnetopáskových jednotek UNISERVO, elektrický psací stroj Remington a osciloskop značky Tektronix. UNISERVO byla první komerčně prodávaná pásková jednotka, používala hustotu záznamu 128 bitů na jeden palec s reálnou přenosovou rychlostí 7200 znaků za sekundu. Médiem byla páska pokrytá magnetickým fosfor-bronzovým materiálem. Jednotka UNISERVO byla schopná číst a zapisovat též na pásky typu UNITYPER s hustotou 20 bitů na palec. UNITYPER byl páskový psací stroj užívaný programátory pro menší editace dat. UNIVAC umožňoval dopředné i zpětné operace čtení a zápisu, během kterých bylo možné vykonávat další instrukce, což umožňovalo vysoký výkon aplikací při zpracování dat. Při zpracování velkého množství dat se využívaly magnetické pásky předem připravené na samostatném stroji, který převáděl data z děrných štítků na pásky. Velká množství dat na výstupu byla zaznamenávána na páskové jednotky a na specializovaném zařízení vytisknuta zvlášť. Řídící stanoviště mělo tři sloupce vypínačů s desítkovými kódy, které umožňovaly na osciloskopu zobrazit jakékoliv místo v paměti (z 1000 míst). Protože paměť se zpožďovací linkou (na bázi rtuti) uchovávala bity v sériovém formátu, mohl operátor průběžně sledovat obsah jakékoliv místa v paměti a s dostatečnou trpělivostí mohl průběžně i dekódovat jeho obsah tak, jak byl zobrazován na osciloskopu. Psací stroj, který byl přímo připojen k UNIVACu, byl většinou používán pro zaznamenávání míst přerušení programu (breakpoints), kontrolních míst (checkpoints) a pro výpisy z paměti.